# Liberté de circulation

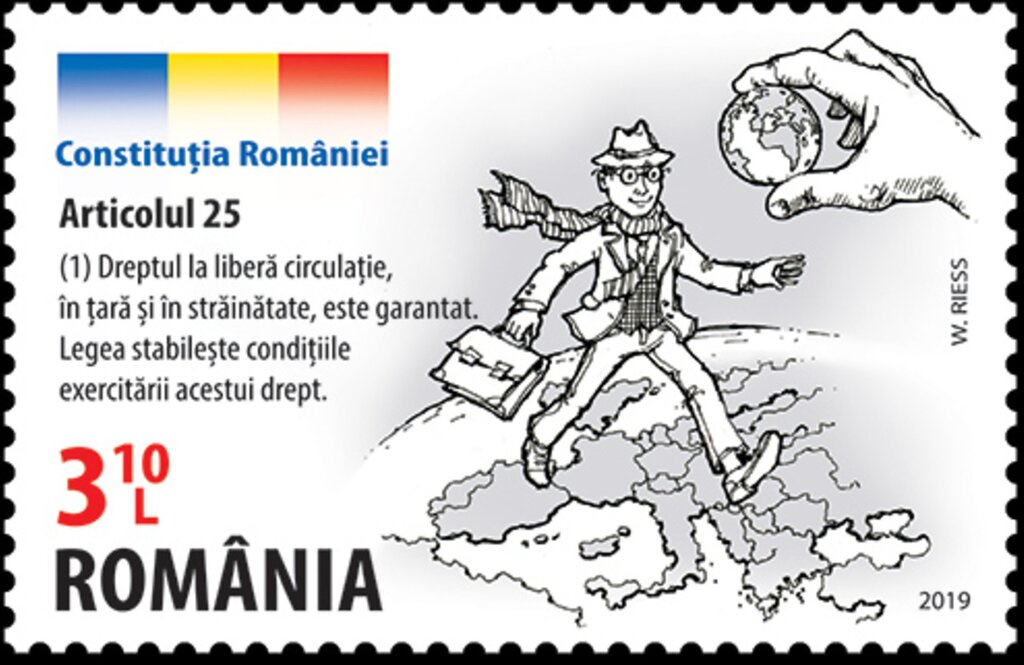
Représentation de la liberté de circulation sur un timbre roumain

La liberté de circulation est une liberté pour tout individu de se déplacer librement dans un pays, de quitter celui-ci et d'y revenir. Elle est garantie par l'article 13 de la Déclaration universelle des droits de l'homme depuis 1948. En pratique, cette liberté est limitée pour de nombreuses raisons, comme : la nationalité (pour les immigrés clandestins), la propriété (pour les non-propriétaires), la loi (pour les prisonniers).

## Histoire
L’article 13 de la Déclaration universelle des droits de l'homme établit deux droits : « Toute personne a le droit de circuler librement et de choisir sa résidence à l’intérieur d’un État » et « toute personne a le droit de quitter tout pays, y compris le sien, et de revenir dans son pays ».

## Convention européenne des droits de l'homme
L'article 2 du protocole additionnel no 4 à la Convention européenne des droits de l'homme énonce ainsi la libre circulation :
1. Quiconque se trouve régulièrement sur le territoire d'un État a droit d'y circuler librement et d'y choisir librement sa résidence.
2. Toute personne est libre de quitter n'importe quel pays, y compris le sien.
3. L'exercice de ces droits ne peut faire l'objet d'autres restrictions que celles qui, prévues par la loi, constituent des mesures nécessaires, dans une société démocratique, à la sécurité nationale, à la sûreté publique, au maintien de l'ordre public, à la prévention des infractions pénales, à la protection de la santé ou de la morale, ou à la protection des droits et libertés d'autrui.
4. Les droits reconnus au paragraphe 1 peuvent également, dans certaines zones déterminées, faire l'objet de restrictions qui, prévues par la loi, sont justifiées par l'intérêt public dans une société démocratique.

## Union européenne
Dès la création de la Communauté économique européenne, le traité de Rome prévoyait la libre circulation des travailleurs. Ainsi, l'article 48 (devenu l'article 39 CE et désormais l'article 45 TFUE depuis le traité de Lisbonne) dispose que :
1. La libre circulation des travailleurs est assurée à l'intérieur de la Communauté.
2. Elle implique l'abolition de toute discrimination, fondée sur la nationalité, entre les travailleurs des États membres, en ce qui concerne l'emploi, la rémunération et les autres conditions de travail.
3. Elle comporte le droit, sous réserve des limitations justifiées par des raisons d'ordre public, de sécurité publique et de santé publique
  1. de répondre à des emplois effectivement offerts,
  2. de se déplacer à cet effet librement sur le territoire des États membres,
  3. de séjourner dans un des États membres afin d'y exercer un emploi conformément aux dis-positions législatives, réglementaires et administratives régissant l'emploi des travailleurs nationaux,
  4. de demeurer, dans des conditions qui feront l'objet de règlements d'application établis par la Commission, sur le territoire d'un État membre, après y avoir occupé un emploi.
4. Les dispositions du présent article ne sont pas applicables aux emplois dans l'administration publique.

Le traité de Maastricht a introduit l'article 18 qui a étendu la liberté de circulation et de séjour sur le territoire de l'Union européenne à tout citoyen de l'Union, sous réserves des limitations et conditions prévues par le présent traité et par les dispositions prises pour son application.

## Canada
En droit canadien, la liberté de circulation est prévue à l'article 6 de la Charte canadienne des droits et libertés.

## Suisse
En Suisse, la Constitution fédérale prévoit que « Les Suisses et les Suissesses ont droit de s’établir en un lieu quelconque du pays. Ils ont le droit de quitter la Suisse ou d’y entrer » (article 24). La Suisse est également membre de la Convention européenne des droits de l'homme et de l'Espace Schengen.

## Chine et URSS
La liberté de circulation est bafouée dans les pays communistes car les citoyens de ces pays sont soumis à un passeport interne (le Huji en Chine et la propiska dans l'ex-URSS) et doivent avoir un motif « légitime » (c'est-à-dire un nouveau travail) et l'autorisation de l'État pour changer de région de résidence.

## Impact économique
Une liberté de circulation totale des individus dans le monde permettrait de doubler le PIB mondial, selon certains économistes.